# Matrice intera
In matematica, una matrice intera è una matrice i cui elementi sono tutti numeri interi. 
Alcuni esempi sono le matrici binarie, la matrice zero, la matrice identità e le matrici di adiacenza utilizzate nella teoria dei grafi. Le matrici intere trovano frequente applicazione in combinatoria.

## Esempi
Le matrici
{\displaystyle {\begin{pmatrix}5&2&6&0\\4&7&3&8\\5&9&0&4\\3&1&0&\!\!\!-3\\9&0&2&1\end{pmatrix}}\qquad {\text{e}}\qquad {\begin{pmatrix}1&5&0\\0&9&2\\1&7&3\end{pmatrix}}}
sono esempi di matrici intere.

## Proprietà
L'invertibilità delle matrici intere è in generale numericamente più stabile di quella delle matrici non intere. Il determinante di una matrice intera è esso stesso un numero intero, quindi il valore numericamente più piccolo possibile del determinante di una matrice intera invertibile è 1, quindi nei casi in cui esistono, le matrici inverse non diventano eccessivamente grandi (si veda condizionamento). I teoremi della teoria delle matrici che deducono le proprietà dai determinanti evitano così i problemi indotti da matrici con valori reali o in virgola mobile mal condizionate (ovvero con determinanti quasi nulli).
L'inversa di una matrice intera {\displaystyle M} è ancora una matrice intera se e solo se il determinante di {\displaystyle M} è uguale a {\displaystyle 1} o {\displaystyle -1}. Matrici intere con determinante {\displaystyle 1} formano il gruppo {\displaystyle \mathrm {SL} _{n}(\mathbb {Z} )}, che ha vaste applicazioni in aritmetica e geometria. Tale gruppo, per {\displaystyle n=2}, è strettamente correlato al gruppo modulare.
L'intersezione delle matrici intere con il gruppo ortogonale è il gruppo delle matrici di permutazione con segno .
Il polinomio caratteristico di una matrice intera ha coefficienti interi. Poiché gli autovalori di una matrice sono le radici di questo polinomio, gli autovalori di una matrice intera sono interi algebrici . In dimensione minore di 5, possono quindi essere espressi da radicali che coinvolgono numeri interi.
Le matrici intere sono talvolta denominate da alcuni autori matrici integrali; tuttavia l'uso di tale denominazione è sconsigliabile in quanto potenzialmente foriera di confusione.